# Ferran de Baviera
Ferdinand de Baviera (Múnic, 16 d'octubre de 1577 - Arnsberg, 13 de setembre 1650 (en való Ferdinand d'Bavire, en alemany Ferdinand von Bayern) és un noble de la casa de Baviera. Va acumular moltes funcions. El 1594 va esdevenir prebost-elector de Berchtesgaden. Des del 1612 va esdevenir príncep-elector de Colònia, príncep-bisbe dels principats bisbals de Lieja, Münster i Hildesheim; príncep-abat del principat de Stavelot-Malmedy (1612) i des del 1618 el bisbat de Paderborn.

## Biografia
Ferdinand era el quart fill del duc Guillem V de Baviera i de Renata de Lorena.
Segons la tradició de les famílies nobles, els fills no primogènits es destinaven a la carrera eclesiàstica o militar. Des de l'edat de nou anys, va doncs estudiar al gimnàs dels Jesuïtes a Ingolstadt. Aviat va esdevenir canonge: a Magúncia, Trèveris, Salzburg, Würzburg, Passau i Colònia. Des del 1595 va esdevenir prebost-elector de Berchtesgaden i coadjutor del seu oncle Ernest de Baviera a Colònia i els altres bisbats que governava. En morir el seu oncle el 1612, va ser elegit com el seu successor a Colònia, Lieja, Münster, Hildesheim i Stavelot-Malmedy, sense mai haver rebut un orde sacerdotal, com solia passar a aquesta època.
El 1642, va assegurar la seva successió quan el seu nebot Maximilià Enric, fill d'Albert de Baviera va esdevenir el seu coadjutor.
Morí al 13 de setembre 1650 a Arnsberg. El seu sepulcre es troba a la capella dels Reis Mags dins de la catedral de Colònia.

## Política

### Contrareforma i Imperi
Ferran va esdevenir una figura central durant la contrareforma. Va sostenir l'establiment d'ordes religiosos noves i va introduir ràpidament les decisions del concili de Trento a les lleis dels seus territoris. L'obertura d'un seminari diocesà el 1615 havia de contribuir a controlar la formació dels sacerdots catòlics. Va sostenir la candidatura del seu germà Maximilià com a emperador del Sacre Imperi Romanogermànic en esperar de consolidar la posició de la casa de Baviera i de l'església catòlica, però Maximilià va refusar.
El 1618, a l'inici de la Guerra dels Trenta Anys va aliar-se amb la Lliga catòlica en esperar de protegir la pau amb l'ajuda de Castella. Això va palesar-se il·lusori: fins a la pau de Westfàlia el 1648 el seu territori va ser el teatre de batalles interminables entre els exèrcits d'Espanya, de França, de l'imperi i de Suècia.

### Cacera de bruixes a Westfàlia
El 1607, Ferdinand va decretar un edicte pel que fa als plets de bruixes, que va encara intensificar el 1628 per a facilitar l'ús de la tortura. Forts d'aquest decret, els comissaris encarregats de la persecució de les suposades bruixes, van recórrer a una brutalitat extrema. La persecució va ser la més severa de tot l'imperi. Gairebé totes les acusacions van acabar-se amb condemnacions a mort. De 1626 a 1631, 574 innocents van ser executats al ducat de Westfàlia.

### Lieja
El 1613 va abolir unes llibertats atorgats pel seu predecessor: des d'aleshores serà el comissari del príncep-bisbe que va nomenar els consellers a l'ajuntament de cada estat entre els elegits. Després d'això, els estats van devidir-se en dos grups, els chiroux, aristocràtics, conservadors en favor del príncep-bisbe i del governador dels Països Baixos espanyols, els grignoux, més "democràtics" o plebeus que volien un príncep amb poder menys absolut i francòfils. El 1618 va prohibir que s'imprimís qualsevol llibre sense la seva autorització. L'ambient és explosiu, i els burgmestres chiroux van usar represàlies per qualsevol - tant menor que fos - malfet dels plebeus.
El 1632, quan l'exèrcit de República de les Set Províncies Unides va ocupar Maastricht i decretar la llibertat de consciència, les idees del protestantisme van començar a trobar simpatitzants al principat. L'aixecament i els afrontaments van continuar i curullar amb l'assassinat del burgmeste grignoux, Sébastian Laruelle. El 1649, s'esclatà una revolta entre els dos partits. Durant l'aixecament, Ferdinand va fugir a Huy. L'exèrcit bavarès va ofegar el moviment dels Grignoux. En tornar a Lieja a la fi del mateix any, va suprimir totes les llibertats del tercer estat un moviment de restauració auster. Els mestiers van perdre les seves competències polítiques i els seus béns van confiscar-se.